# Thaumatichthys
Thaumatichthys är ett släkte av fiskar. Thaumatichthys ingår i familjen Thaumatichthyidae.
Kladogram enligt Catalogue of Life:
| Thaumatichthys | \| \| Thaumatichthys axeli \| \| \| \| \| \| Thaumatichthys binghami \| \| \| \| \| \| Thaumatichthys pagidostomus \| \| \| \| |
|                | \| \| Thaumatichthys axeli \| \| \| \| \| \| Thaumatichthys binghami \| \| \| \| \| \| Thaumatichthys pagidostomus \| \| \| \| |
|                | Lasiognathus |
|                | |
|                | Thaumatichthys axeli |
|                | |
|                | Thaumatichthys binghami |
|                | |
|                | Thaumatichthys pagidostomus |
|                | |

|  | Thaumatichthys axeli        |
|  |                             |
|  | Thaumatichthys binghami     |
|  |                             |
|  | Thaumatichthys pagidostomus |
|  |                             |